# Serhij Suchanov
Serhij Volodymyrovyč Suchanov (in ucraino Сергій Володимирович Суханов?; Ochtyrka, 6 aprile 1995) è un calciatore ucraino, centrocampista dell'Obolon'.

## Caratteristiche tecniche
È un centrocampista offensivo.

## Carriera
Ha giocato quasi sempre esclusivamente nel campionato ucraino di calcio. Nella stagione 2020-2021 ha giocato in Tercera Federación, la quinta categoria del campionato spagnolo di calcio.